# 大木凡人
大木 凡人（おおき ぼんど、本名：後藤 清登（ごとう きよと）、1945年7月8日 - ）は、日本の司会者・タレント・レポーター。愛称は凡ちゃん。凡人はジェームズ・ボンドから拝借した。
愛媛県八幡浜市出身。身長180cm。アミー・パーク所属。日本司会芸能協会名誉会長（7代目）。坂本龍馬龍悠会会長。

## 来歴
司会者になる前は、ヤマハ心斎橋店の販売予約課でピアノとエレクトーンの販売営業マンをしていた。その後キャバレーのバイトをしていた時、ショーの司会者が倒れて代役を務めると、才能が開花。上京し、昼は東宝の芸能学校と東映の演技研修所で芝居や歌やダンスを学ぶ傍ら、夜は銀座や赤坂のクラブで司会をこなす。店の客だったTBSのスタッフから声をかけられ、ラジオやテレビのレギュラーに抜擢される。1982年からサブ司会を務めたTBSテレビの「街かどテレビ11:00」の成功で、その名は全国的になった。

## 人物
かけている眼鏡はレンズの入っていない伊達眼鏡である。
元プロ野球選手の古田敦也は従弟。大木の母と古田の父が姉弟である。ともに愛媛県松山市の出身。
TVで見せるコミカルな芸風や穏やかな風貌と対照的に、太気拳や琉球空手、グレイシー柔術を学び、格闘技・古武道に対しての造詣が深い。修斗のアマチュアの試合に出たこともある。
特徴的なヘアスタイルは大木自身がカット、セットしているという（自身ではさみを入れる）。なお、デビュー当初は軽くパーマネントヘアであった。
2015年1月に胸の痛みを訴え、自ら救急車を呼んで国立病院機構東京医療センターに搬送されて検査を受けたところ、「大動脈解離」と診断された上に心房細動も認められたことから緊急手術を受け、その後23日間の入院生活を送った。なお、大動脈解離の大病を公表するにあたって大木は65歳としていた自らの年齢を69歳（当時）であること、すなわち年齢を4歳鯖読みしていたことを明かした。大木によれば「14歳下の妻と結婚する際に『年が離れすぎていては妻の父の許可が出ないだろう』と考えて10歳差ということにした」とのことである。

## 出演

### レギュラー
全て終了済み
- 街かどテレビ11:00
- あの人は今!?
- 痛快なりゆき番組 風雲!たけし城
- スーパーワイド
- 目撃!ドキュン
- 情報もぎたてサラダ
- わいわいティータイム
- 年中夢中コンビニ宴ス
- 朝は楽しく!
- 歌え!昭和のベストテン（2016年10月8日 - 、BS日テレ） - コーナーMC
- ひるキュン!

### ラジオ
- ハリキリサタデー（TBSラジオ）
- 演歌にっぽん〜凡人の歌謡人生〜（JFN）

### テレビドラマ
- 踊る大捜査線（フジテレビ） - 第9話。TVレポーター役
- トリック（テレビ朝日） - 第8話
- 衝撃ゴウライガン!!（テレビ東京） - 第4話

### 映画
- トリック劇場版（2002年）
- デコトラの鷲 其の五　火の国熊本親子特急便（2008年）
- 風が通り抜ける道（2023年1月、イオンエンターテイメント、沖縄県後援）-  田所店長役

## CM
- ワーナーランバード「刺激粒」（清涼菓子「ホールズ」シリーズ）

## レコード
- 花いっぱい音頭 - TBS『街かどテレビ11:00』フラワーキャンペーンソング
- それなり音頭
- ふられ同志 - 麻世れいらとデュエット
- ふたり川 - 瀬川瑛子とデュエット
- ゲートボール音頭 - 山田太郎、美樹克彦、中山大三郎とともに歌唱